# Joris van Schooten

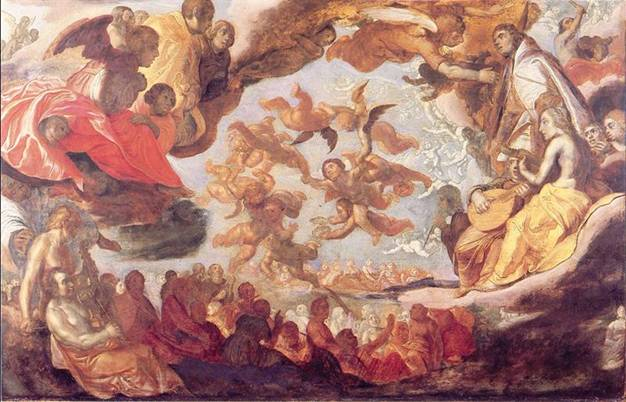
Corona de la vida, iglesia luterana de Leiden.

Joris van Schooten (1587-1651) fue un pintor holandés de la Edad de Oro y tío del matemático de Leiden Frans van Schooten .

## Biografía

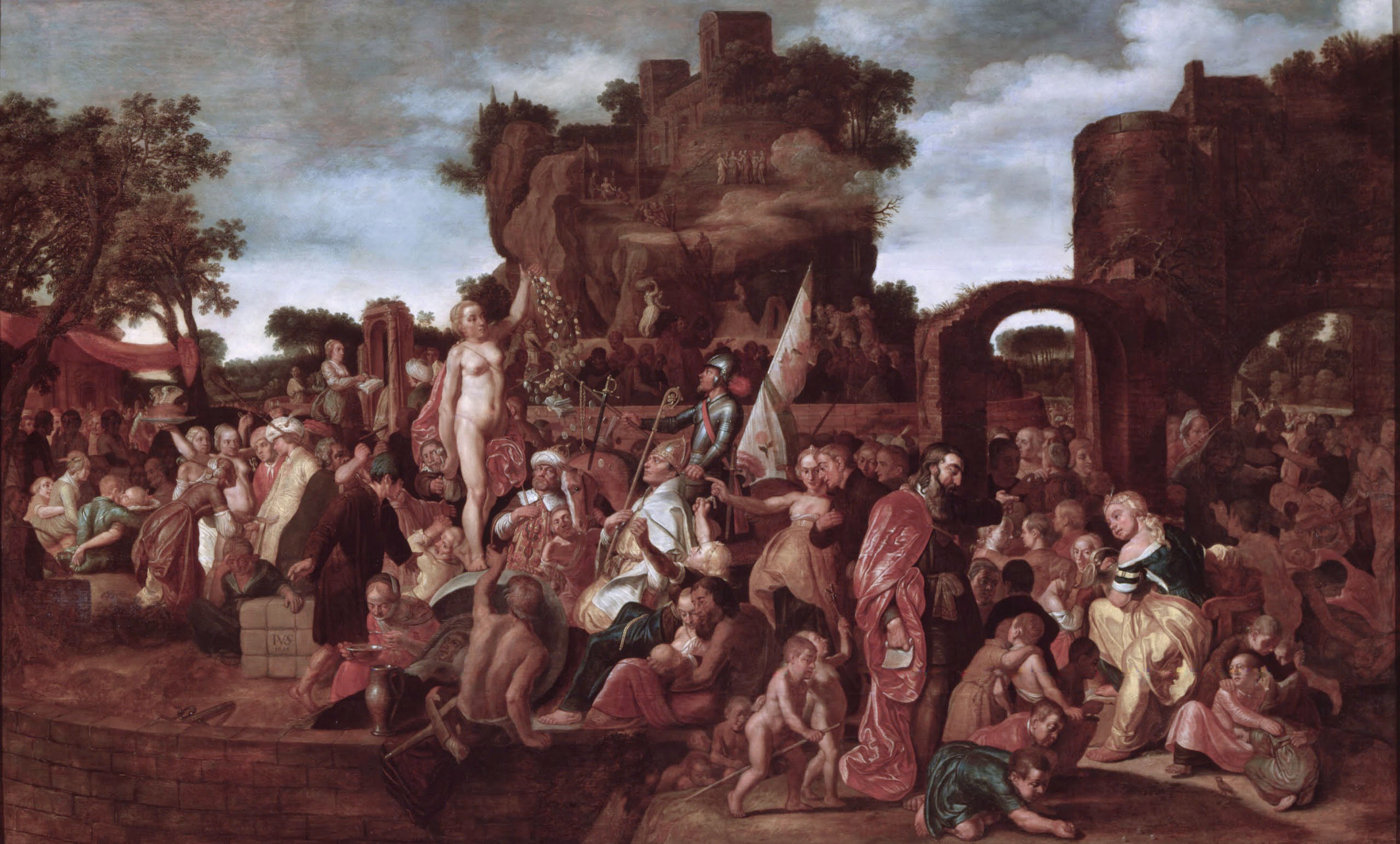
Alegoría de la necedad del hombre, 1607

Según Houbraken, nació en Leiden con talento para el dibujo, y a sus profesores les molestaba que dibujara animales en todo lo que le daban. A los 17 años fue aprendiz de Coenraad van der Maas, un buen retratista, durante 3 años, en los que llegó a ser lo suficientemente bueno como para empezar a trabajar por su cuenta. En Delft recibió una fuerte influencia de la escuela de Michiel Jansz van Mierevelt. Una vez que aprendió lo suficiente como para montar su propio taller, decidió viajar a Italia, pero sus padres lo casaron con Marijtgen Bouwens van Leeuwen, por lo que interrumpió sus planes de viaje y regresó a Leiden. Fue un pintor de éxito y respetado en la comunidad. Se unió al Gremio de San Lucas de Leiden y formó parte de un grupo que envió una petición a los padres de la ciudad en 1609 para obtener un nuevo estatuto más protector para el gremio. La petición fue rechazada y volvieron a intentarlo en 1610, siendo de nuevo rechazada.
En 1626 obtuvo lucrativos encargos de retratos de la schutterij de Leiden y pintó una obra histórica para el ayuntamiento de Leiden en la que el alcalde van der Werff ofrece su espada al pueblo hambriento de Leiden con el siguiente discurso: "Si os sirve de algo, cortad mi cuerpo en pedazos y repartidlo entre vosotros: esto me reconfortará". También obtuvo un encargo de la Iglesia Luterana en 1640 para una serie de pinturas sobre la vida del hombre.
Según el RKD, era hijo de un inmigrante flamenco en Leiden que fue registrado como alumno de Evert van der Maes en La Haya en 1604 durante tres años, y se casó con Marijtgen, que era de Oegstgeest, el 17 de mayo de 1617 en Leiden. Fue el maestro, no el alumno, de Coenraed van der Maes van Avenrode (probablemente un miembro de la familia de Evert), y también el maestro de los pintores Jan Lievens y Abraham van den Tempel. Según Simon van Leeuwen, también fue el maestro de Rembrandt .

## Legado
Sus pinturas en la iglesia luterana y el ayuntamiento de Leiden todavía cuelgan donde fueron instaladas. Fue el maestro de Rembrandt, Jan Lievens y Abraham van den Tempel .
Se desconoce si estaba relacionado con su contemporáneo con el mismo apellido, el pintor de bodegones nacido en Ámsterdam Floris van Schooten .